# Datzetal
Datzetal ist eine Gemeinde im Osten des Landkreises Mecklenburgische Seenplatte im Osten Mecklenburg-Vorpommerns. Sie wird vom Amt Friedland, angesiedelt in der Stadtverwaltung Friedland, verwaltet.

## Geografie

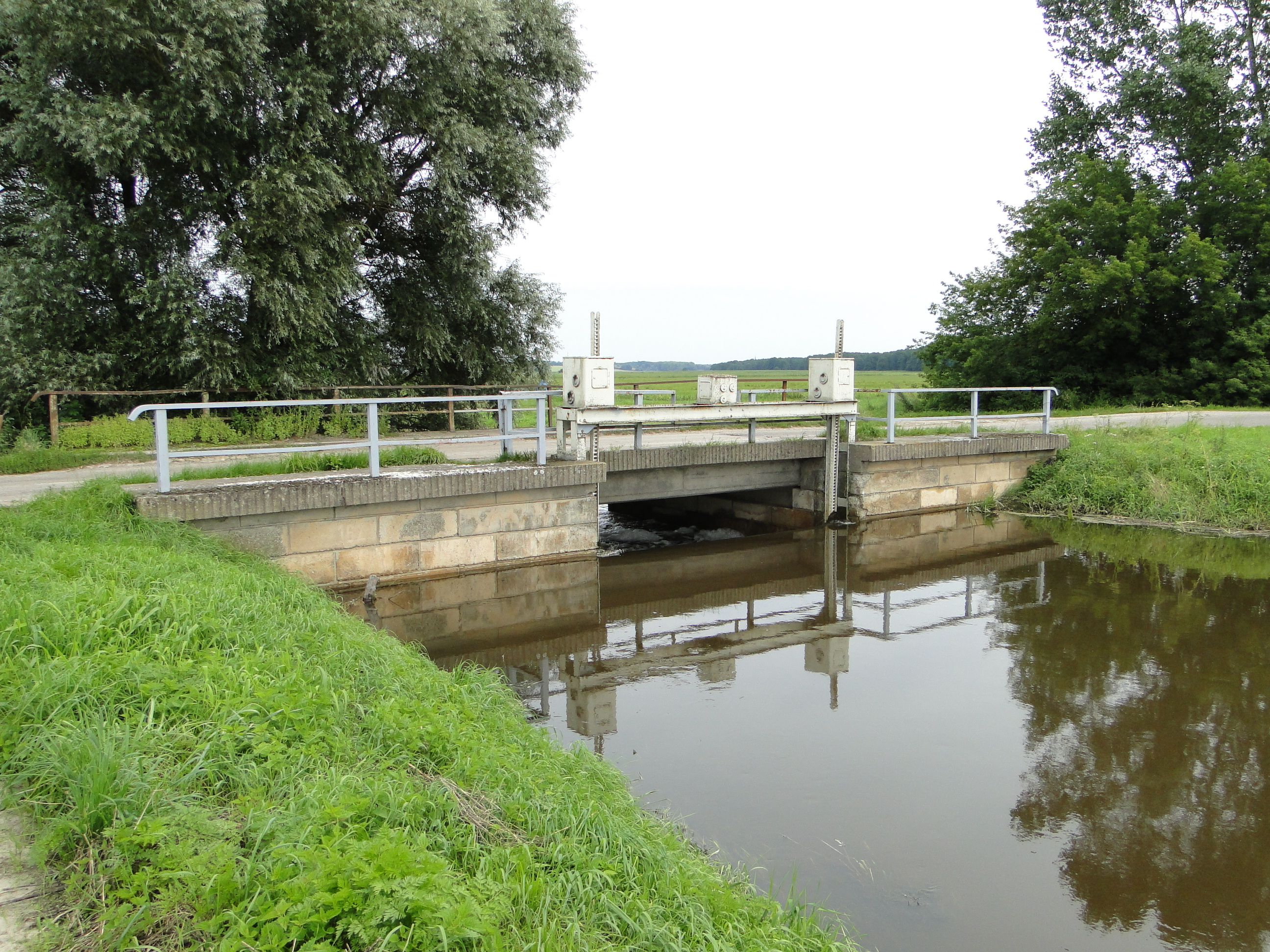
Datze-Wehr bei Roga

Der 2003 neu gebildete Gemeindename deutet auf die Lage beiderseits der Datze hin, die im Urstromtal zwischen Friedland und Neubrandenburg verläuft. Der nördliche und westliche Teil des Gemeindegebietes liegt auf dem Werder, einer bis zu 84 m ü. NN liegenden Grundmoräne, die zahlreiche kleine abflusslose Tümpel und Seen aufweist.
Umgeben wird Datzetal von den Nachbargemeinden Friedland im Norden, Osten und Süden, Neuenkirchen und Staven im Südwesten, Brunn im Westen sowie Beseritz im Nordwesten.

## Gemeindegliederung
Die Gemeinde wurde am 1. Januar 2003 aus den vormals selbständigen Gemeinden Sadelkow und Salow gebildet. Daneben gehören folgende Ortsteile zu Datzetal: Bassow, Roga, Pleetz und Sadelkow Siedlung.

## Geschichte
Geschichte der Ortsteile

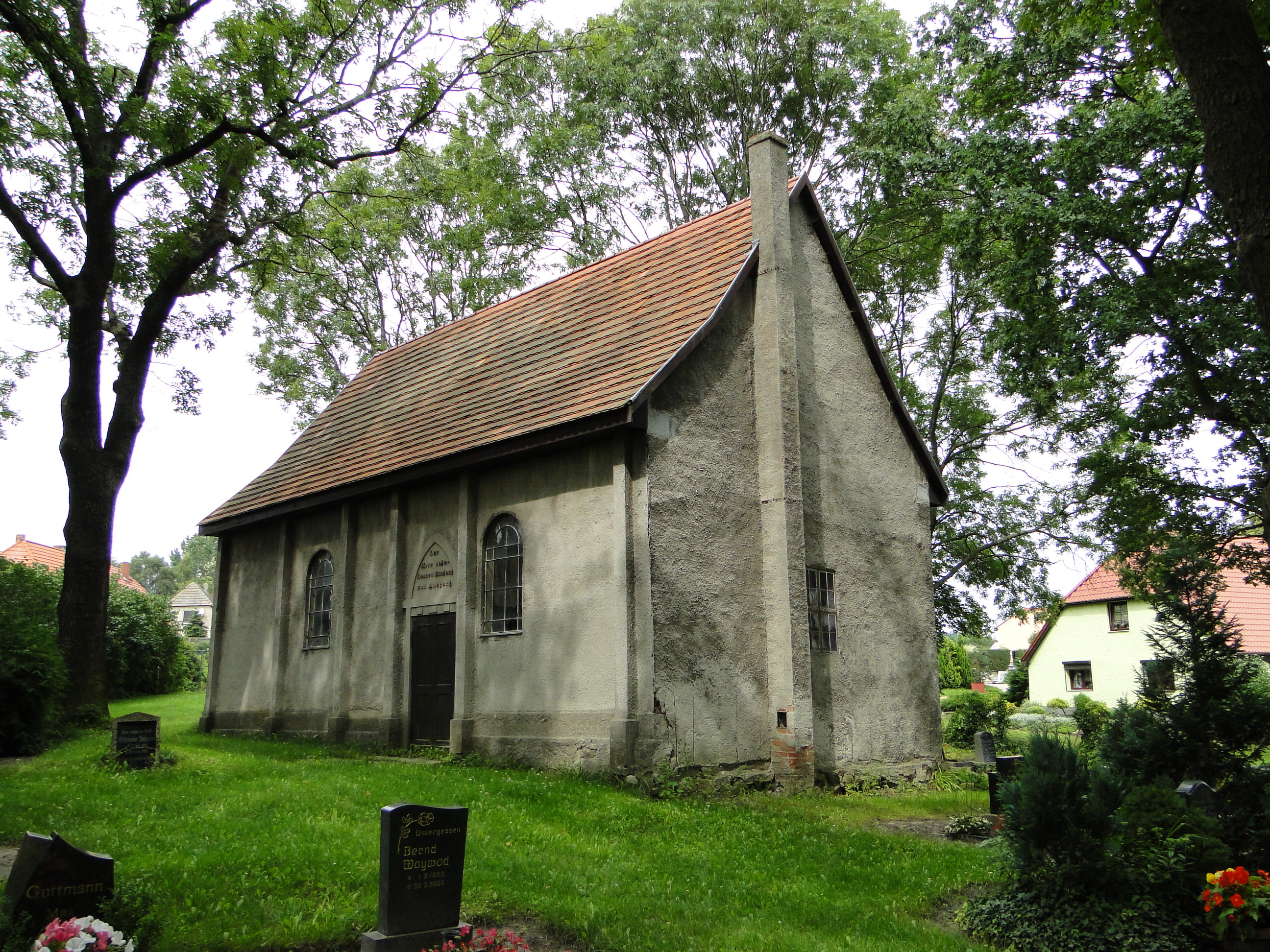
Kirche in Bassow

Bassow wurde erstmals 1397 urkundlich erwähnt und gehörte damals schon als Pertinenz (Nebengut) zu Pleetz sowie als Lehen der Familie Bertikow. Seit 1469 im Besitz der Hahns wurde Bassow im Zuge des großen Hahnschen Güterkonkurses von 1815 verkauft und gelangte 1816 in den Besitz des Amtmanns (von) Michael, dessen Nachkommen, wie der Rechtsritter des Johanniterordens Major a. D. Adolf von Michael,  Bassow bis zur Bodenreform nach 1945 besaßen. Bassow hatte als Rittergut in den 1920er Jahren einen Umfang von ca. 445 ha. Das dazugehörige kleine klassizistische Herrenhaus brannte unmittelbar nach 1945 aus ungeklärten Gründen ab. Seit 2003 gehört Bassow zur Gemeinde Datzetal.
Pleetz: Die ehemalige Burg in Pleetz an der Handelsstraße von Neubrandenburg nach Friedland wurde 1366 erstmals erwähnt und war Mitte des 14. Jahrhunderts Rittersitz. In der Frühen Neuzeit entstand auf dem Areal der Burg ein Gutshof. Er war im Lehnsbesitz der Familie von Bertikow und seit 1469 der Familie (von) Hahn. Das erhaltene unsanierte Gutshaus entstand als Fachwerkhaus am Anfang des 18. Jahrhunderts, der zweieinhalbgeschossige Fachwerkanbau im späten 19. Jahrhundert.
Pleetz war ein politisch bedeutendstes Landgut im mecklenburgischen Südosten. Als Gutsbesitzer erlangten die Hahns 1469 das mit Pleetz verbundene erbliche Amt des Landmarschalls der Herrschaft Stargard. Erblandmarschall war eines der ranghöchsten politischen Ehrenämter im altmecklenburgischen Staat, wo es zeitgleich stets drei Erblandmarschälle (Mecklenburg, Wenden, Stargard) gab. Das mit Pleetz verbundene Amt hatte für 450 Jahre bis 1918 ein von Hahn. Seit 2003 gehört Pleetz zur Gemeinde Datzetal.

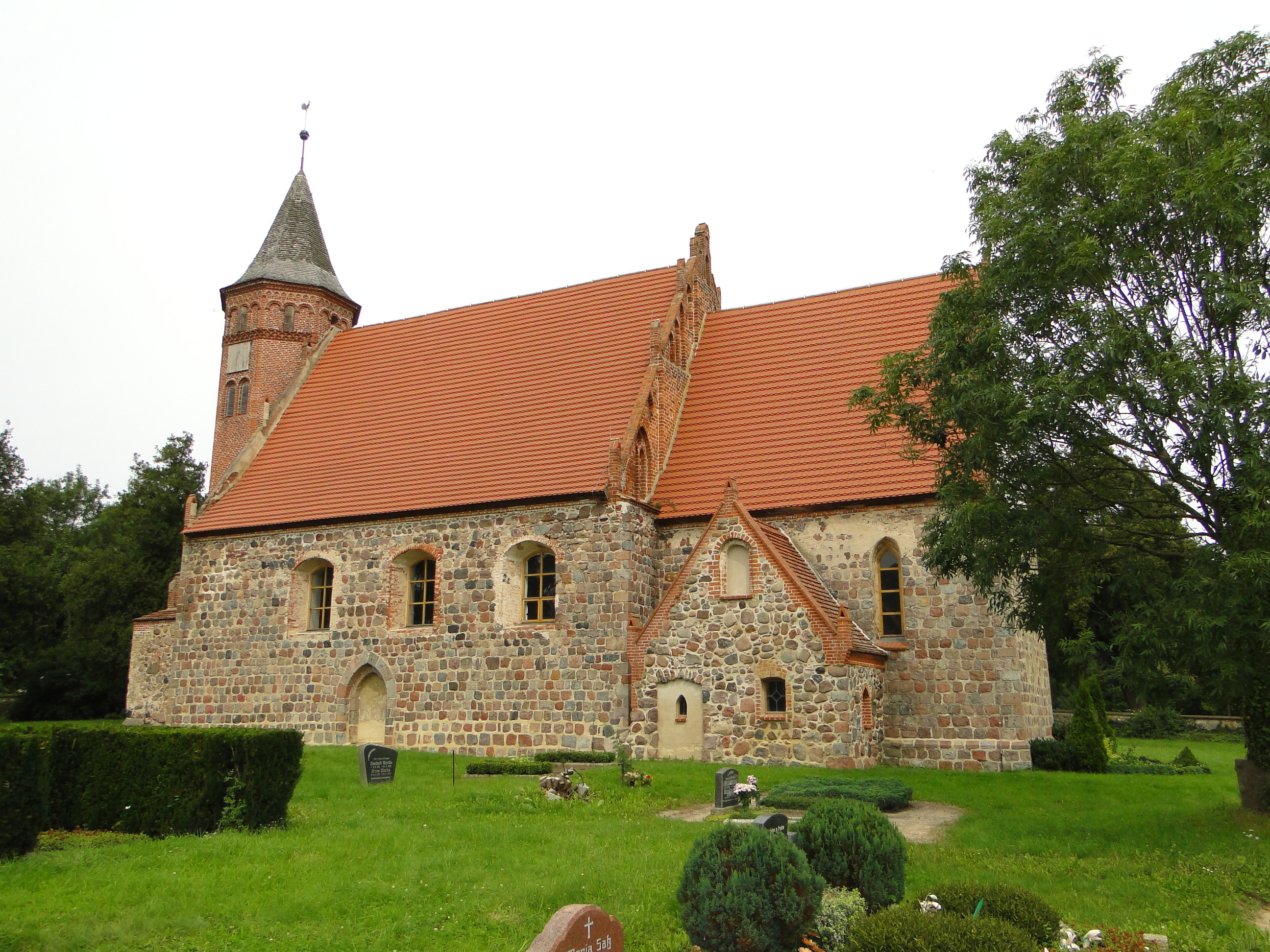
Kirche in Roga

Roga wurde 1366 erstmals urkundlich erwähnt. 1415 war das Dorf Sitz eines Schulzenamtes. In der Frühen Neuzeit gehörte Roga zunächst der Familie Basedow, dann, seit 1608 und bis ins 19. Jahrhundert, der Linie Basedow-Hahn.  Das Verwalterhaus des Gutes stammt von 1890. Anfang der 1830er Jahre zählte Roga 229 Einwohner. 

In der romanischen Dorfkirche Roga aus der zweiten Hälfte des 13. Jahrhunderts, zu deren Kirchspiel auch Bassow gehörte, ist eine bemerkenswerte Renaissance-Kanzel erhalten.

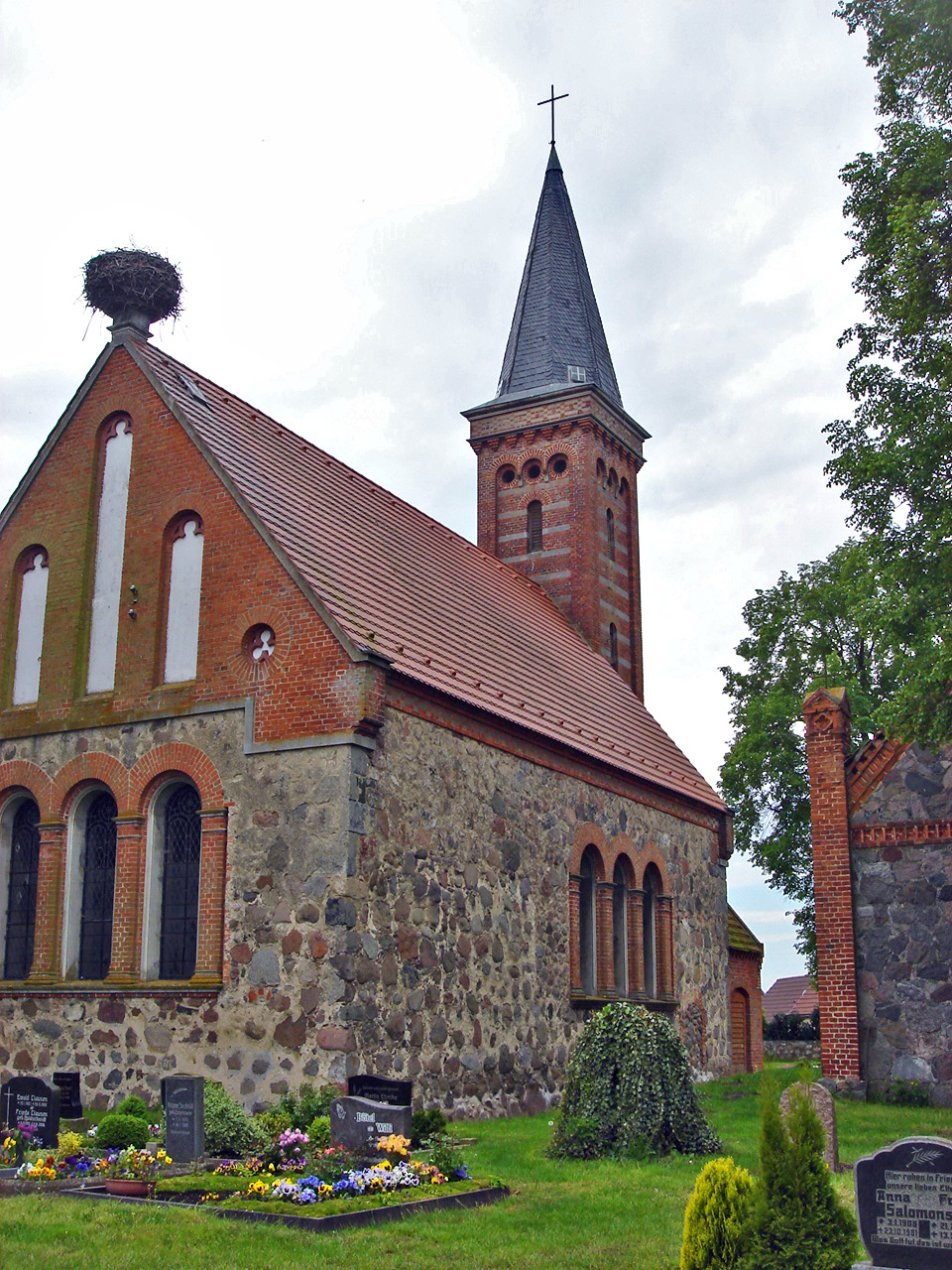
Kirche in Sadelkow

Sadelkow taucht erstmals 1380 in einer Urkunde auf. Der Ort oder Teile davon hatten seit dem Mittelalter viele Besitzer und bedienten zahlreiche Stiftungen. Im 16. Jahrhundert besaßen die Gentzkow und die Ihlenfeld den Hauptteil des Gutes, später waren die Ahrenstorff, seit 1912 die Lowtzow Besitzer. Das eingeschossige Gutshaus stammt der ersten Hälfte des 18. Jahrhunderts.
Auf den südöstlich oberhalb des im Tal der Datze gelegenen Dorfes gelegene Flächen wurden ab 1936 aufgrund des Reichserbhofgesetzes an einer neuangelegten Straße, dem sog. Siedlungsweg, beidseitig 15 Erbhöfe eingerichtet. Sie wurden zumeist an zweite oder dritte Bauernsöhne vergeben. Seit 2003 gehört Sadelkow zur Gemeinde Datzetal.

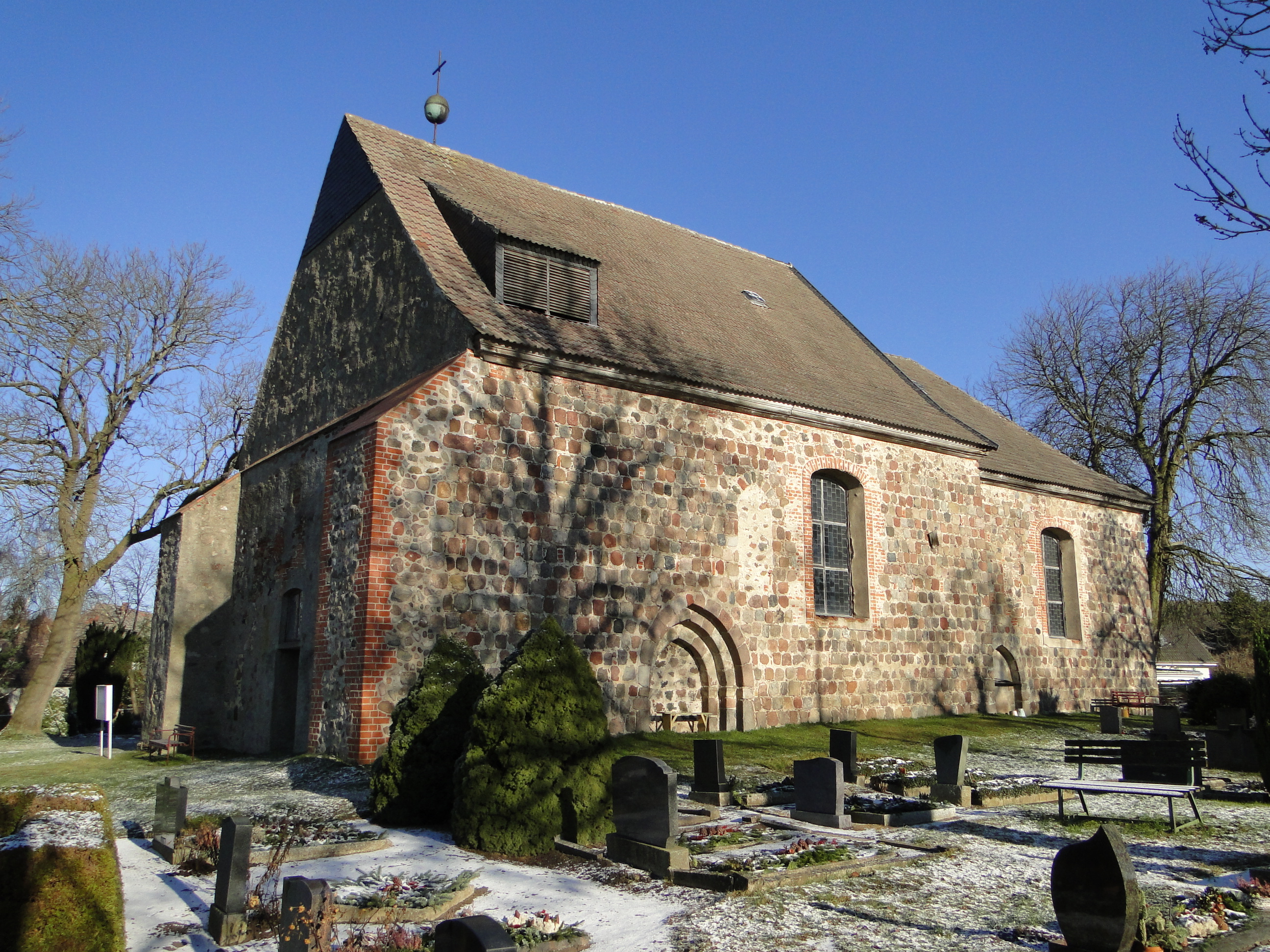
Dorfkirche in Salow

Salow wurde 1385 erstmals in einer Urkunde genannt. Die Feldsteinkirche als ältestes Bauwerk stammt von 1308. Der Fachwerkkirchturm mit Spitzhelm wurde 1968 wegen Baufälligkeit abgerissen. Zum Zwecke des Wiederaufbaus des Turms gründete sich 2008 der Salower Kirchturmverein; die geschätzten Kosten von 300.000 Euro sollen vorwiegend durch Spenden aufgebracht werden.
Ort und Gut besaßen im 14.- bis 15. Jahrhundert das Rittergeschlecht Bertikow. Das Gut hatte dann wechselnde Besitzer. Der zum Gut Pleetz gehörige Hauptteil von Salow gehörte ab 1469 der Familie von Hahn. Nach deren Konkurs erwarb es 1815 der Oberhauptmann Wilhelm von Oertzen. Um 1800 waren in Salow die letzten Bauernstellen im Gut aufgegangen. Ältere Teile des Gutshauses stammen vom Ende des 18. Jahrhunderts, der jüngere, zweigeschossige Anbau von 1892. Letzte Gutsbesitzer der bekannten Adelsfamilie waren Georg (1830–1908), Ulrich (1878–1936) und dann Arndt Heinrich von Oertzen (1913–1978), Oberstleutnant a. D. Sein gleichnamiger Sohn wiederum war auch lange Vorsitzender des bereits 1867 gegründeten Familienrates.
Nach 1990 wurden in Eigeninitiative und mit Förderprogrammen die Straßen und Gehwege sowie viele Häuserfassaden erneuert. Im ehemaligen Gutshaus entstand das Dorfzentrum Salow mit dem Gemeindezentrum, einem Jugendclub und einer Gaststätte sowie einer Keramikwerkstatt und der Heimatstube. Salow wurde 1998 und 2003 zum Schönsten Dorf des Landkreises Mecklenburg-Strelitz ausgezeichnet.

## Politik

### Wappen
| Wappen von Datzetal | Blasonierung: „In Gold ein blauer Wellenschrägfaden, begleitet: oben von einer roten Rose, unten von einem sechsspeichigen, zwölfschaufeligen roten Mühlrad.“ |
| Wappen von Datzetal | Wappenbegründung: In dem Wappen wird mit dem Wellenschrägfaden die Lage der Gemeinde an der Datze versinnbildlicht. Die rote Rose ist aus dem Wappen der Familie von Bertikow entlehnt. Sie soll an diese Familie erinnern, die über lange Zeit hinweg die Entwicklung der Güter prägte. Das Mühlrad steht für die in der Datzeniederung in Roga und Pleetz nachgewiesenen Wassermühlen. Zudem wird mit der Rose und dem Mühlrad an das bis zum 31. Dezember 2002 rechtskräftige Wappen der ehemaligen Gemeinde Salow angeknüpft. Mit der Tingierung des Wappens wird auf die Zugehörigkeit der Gemeinde zum Landesteil Mecklenburg hingedeutet. Das Wappen und die Flagge wurde von dem Schweriner Heinz Kippnick gestaltet. Es wurde zusammen mit der Flagge am 14. August 2003 durch das Ministerium des Innern genehmigt und unter der Nr. 283 der Wappenrolle des Landes Mecklenburg-Vorpommern registriert. |

### Flagge
Die Flagge ist quer zur Längsachse des Flaggentuchs von Gelb, Blau und Gelb gestreift. Die gelben Streifen nehmen je ein Viertel, der blaue Streifen nimmt die Hälfte der Länge des Flaggentuchs ein. In der Mitte des blauen Streifens liegt das Gemeindewappen, das zwei Drittel der Höhe des Flaggentuchs einnimmt. Die Länge des Flaggentuchs verhält sich zur Höhe wie 5:3. Die Stadt verfügt über keine amtlich genehmigte Flagge.

### Dienstsiegel
Das Dienstsiegel zeigt das Gemeindewappen mit der Umschrift „* GEMEINDE DATZETAL * LANDKREIS MECKLENBURGISCHE SEENPLATTE“.

## Sehenswürdigkeiten

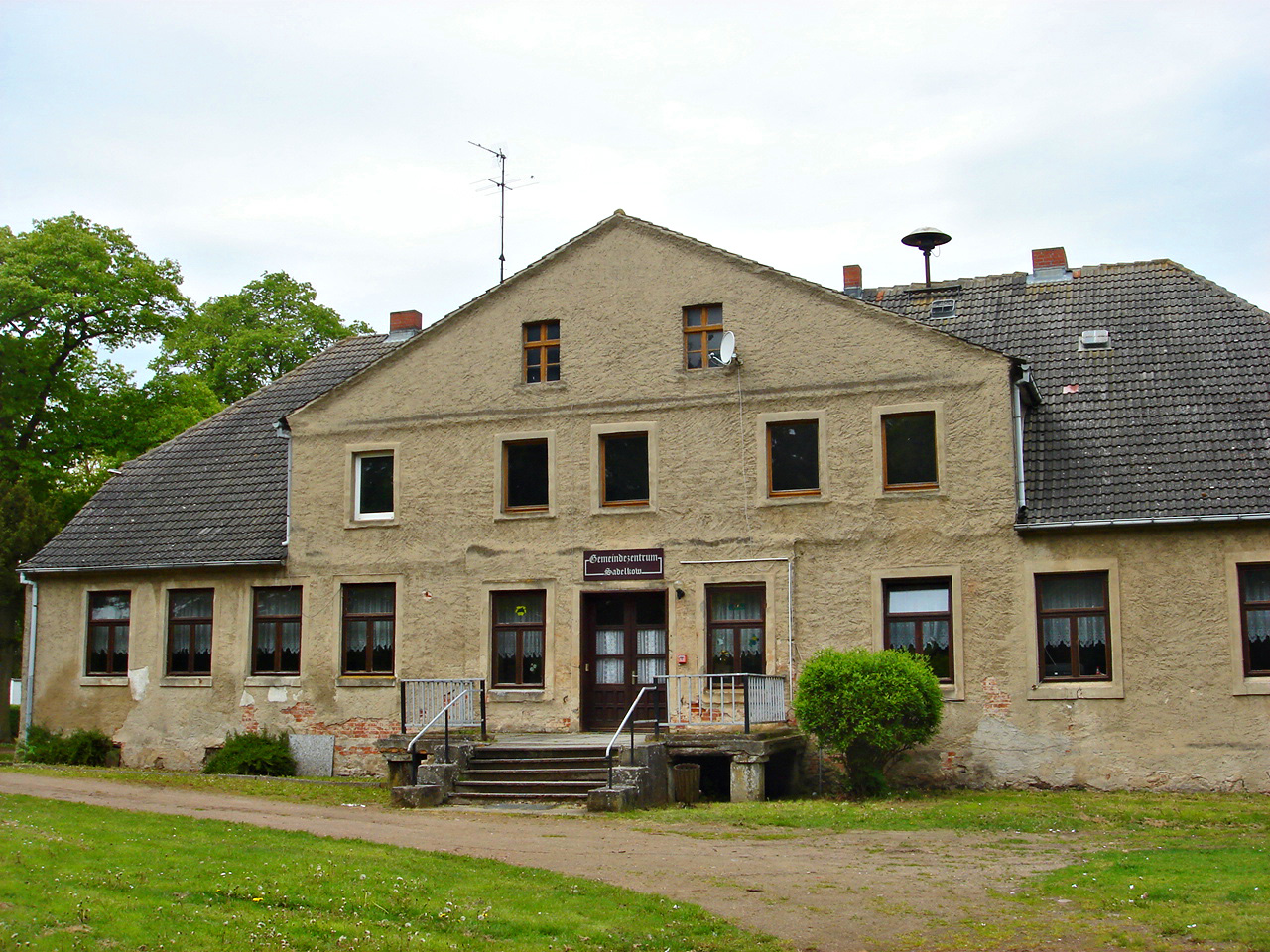
Unsaniertes Gutshaus in Sadelkow, 2009

- Dorfkirche in Bassow (BILDER), verputzter Fachwerkbau aus dem 18. Jh.[18]
- Gutshaus Pleetz vom 18. Jahrhundert
- Burgwall Pleetz, slawischer Burgwall aus dem 8. und 9. Jahrhundert
- Dorfkirche in Roga (BILDER), Feldsteinbau aus dem 13. Jahrhundert
- Dorfkirche in Sadelkow (BILDER), Feldsteinbau aus dem 16. Jahrhundert, 1866–1870 eingreifend mit Backstein erneuert
- Dorfkirche in Salow (BILDER), Feldsteinbau, zweite Hälfte 13. Jahrhundert
- Datzetaler Kultur- und Begegnungsstätte im Speicher Salow[19]
- Neubauernhäuser in Salow

## Wirtschaft und Verkehr
Haupterwerbszweig in der Gemeinde Datzetal ist nach wie vor die Landwirtschaft. Daneben bestehen unter anderem kleine Betriebe im Kfz- und Landmaschinenservice, Elektroinstallations- und Holzverarbeitungsbetriebe. Nahe Salow liegen ergiebige Tonvorkommen, deren Abbau in Zukunft möglich scheint. Zudem gibt es in Pleetz zwei Keramikhöfe und drei landwirtschaftliche Betriebe die der dortigen Bevölkerung Arbeitsplätze geben.
Auf der Bahnstrecke Neubrandenburg–Friedland, an der der Haltepunkt Pleetz lag, wurde der SPNV am 14. Januar 1994 eingestellt.
Der Ortsteil Sadelkow liegt an der B 197 (Neubrandenburg–Anklam). Nur wenige Kilometer südlich von Datzetal führt die A 20 vorbei (Anschlussstelle Neubrandenburg-Ost). Der nächste Bahnhof befindet sich in der rund 15 Kilometer entfernten Stadt Neubrandenburg.

## Persönlichkeiten
- Otto von Dulitz (1847–1912), preußischer General der Artillerie; geboren in Salow
- Erich Tesch (1902–1967), Todesopfer an der innerdeutschen Grenze